# Septembre 1987

## Événements
- Déclaration de Québec[1] : François Mitterrand convoque le premier sommet de la francophonie.

- 1er juin : l’interdiction de fumer dans les lieux publics est adoptée en Belgique [2].
- 3 septembre, Burundi : un coup d’État du major Pierre Buyoya renverse le colonel Jean-Baptiste Bagaza au pouvoir depuis novembre 1976[2].
- 4 septembre :
  - URSS :  Mathias Rust est condamné à quatre ans de travaux forcés pour violation de la frontière soviétique et du règlement de l’aviation internationale.
  - (Cyclisme) : la française Jeannie Longo remporte le Championnat du monde de cyclisme sur route féminin à Villach en Autriche.
- 6 septembre :
  - (Formule 1) : Grand Prix automobile d'Italie remporté par le brésilien Nelson Piquet sur Williams-Honda.
  - Argentine : aux élections législatives partielles, le parti du président Raúl Alfonsín ne recueille que 37,9 % des suffrages contre 41,5 % aux péronistes[2],[3].
- 7 septembre :
  - Afrique du Sud : libération du coopérant français Pierre-André Albertini, détenu dans les prisons du bantoustan du Ciskei pour acte de terrorisme[2].
  - Allemagne : le président est-allemand Erich Honecker est reçu par le Chancelier Ouest-Allemand Helmut Kohl à Bonn.
- 9 septembre, Venezuela : plusieurs centaines de victimes à la suite des inondations liées à de fortes pluies à Maracay [2].
- 10 septembre, France : découverte de 273 fûts de 200 litres contenant pour la plupart du pyralène dissimulés sous des carcasses d’automobiles dans une casse sur la commune de Roissy-en-Brie (Seine-et-Marne)[2],[4].
- 13 septembre : 
  - France : référendum d’autodétermination en Nouvelle-Calédonie approuvant le maintien du territoire dans la République française, les indépendantistes avaient appelé à l'abstention ; 93,8 % de votes favorables au maintien dans la république. 58,9 % d’abstention[2].
  - France : invité dans l’émission Le Grand Jury RTL-Le Monde, l’homme politique francais Jean-Marie Le Pen déclare à propos des chambres à gaz exploités par les nazis durant la Seconde Guerre mondiale : « Je n'ai pas étudié spécialement la question, mais je crois que c'est un point de détail de l'histoire de la Seconde Guerre mondiale ».
- 17 septembre, France : l’entretien télévisée sur la chaîne privatisée TF1 entre la journaliste Christine Ockrent et le président de la république François Mitterrand est un interrompu par une page de publicité [2].
- 20 septembre : 
  - États-Unis : le Pape Jean-Paul II en voyage à San Francisco déclare aux manifestants homosexuels et partisans de l’avortement : « Dieu vous aime tous, sans distinction et sans limite »[2].
  - (Formule 1) : Grand Prix automobile du Portugal. Alain Prost remporte son 28e Grand Prix ce qui fait de lui le nouveau recordman des victoires en Formule 1.
- 21 septembre : le dalaï-lama Tenzin Gyatso présente son Plan de paix en cinq points pour le Tibet au Congrès des États-Unis qu'il reformulera le 15 juin 1988 au Parlement européen de Strasbourg, officialisant ainsi une proposition de négociation, qui, il l'espérait, servirait de base pour la résolution de la question du Tibet. Le dalaï-lama déclara : « Ma proposition, qui a été ensuite connue sous le nom « d'approche de la voie médiane » ou de « proposition de Strasbourg » consiste à envisager pour le Tibet une véritable autonomie dans le cadre de la république populaire de Chine. Il ne doit pas s'agir, cependant, de l'autonomie sur papier qui nous avait été imposée il y a cinquante ans dans l’accord en 17 points, mais d'une autonomie réelle, d'un Tibet qui s'autogouverne véritablement, avec des Tibétains pleinement responsables de leurs propres affaires intérieures, y compris l'éducation de leurs enfants, les questions religieuses, les questions culturelles, la protection de leur environnement délicat et précieux et l'économie locale. Pékin continuerait à assumer la responsabilité de la conduite des affaires étrangères et de la défense ».
- 22 septembre : TF1 annonce la suspension de l’émission Droit de réponse et entame une procédure de licenciement à l’encontre de son animateur Michel Polac[2].
- 24 septembre, Allemagne : premières manœuvres militaires franco-allemandes, baptisées « Moineau hardi » entre Augsbourg et Ratisbonne réunissant 75 000 soldats.
- 25 septembre, Fidji : Sitiveni Rabuka entreprend un second coup d’État, qui met en place un gouvernement civil dominé par les Fidjiens autochtones.
- 27 septembre : 
  - Formule 1 : Grand Prix automobile d'Espagne remporté par le Britannique Nigel Mansell sur Williams-Honda .
  - le président égyptien Hosni Moubarak inaugure au Caire la première ligne de métro de la capitale égyptienne en présence du Premier ministre français Jacques Chirac[5].

## Naissances
- 2 septembre : Spencer Smith, batteur américain du groupe Panic at the Disco.
- 3 septembre : Amir D-va, chanteur, compositeur et poète iranien.
- 7 septembre : Evan Rachel Wood, actrice.
- 8 septembre : Wiz Khalifa, rappeur américain.
- 9 septembre : Afrojack, disc-jockey néerlandais.
- 11 septembre : Tyler Hoechlin, acteur américain.
- 13 septembre : Lioubov Sobol, avocate et femme politique russe.
- 14 septembre :
  - Alade Aminu, basketteur américano-nigérian.
  - Anna Beresneva, handballeuse moldave.
  - Grégory Beugnet, athlète français spécialiste des courses de demi-fond.
  - Aliaksandr Bury, joueur de tennis biélorusse.
  - Teodorico Caporaso, athlète italien, spécialiste de la marche.
  - Alicia Coutts, nageuse australienne.
  - Michael Crabtree, joueur américain de football américain.
  - Francesco Della Rocca, footballeur italien.
  - Eric Fry, joueur international américain de rugby à XV.
  - Gideon Louw, nageur sud-africain spécialiste des épreuves de sprint en nage libre.
  - Vitor Pelé, footballeur portugais.
  - Setaimata Sa, joueur samoan de rugby à XIII.
  - Edward Santana, basketteur dominicain.
  - Gašper Vidmar, basketteur slovène.
- 15 septembre : Aly Cissokho, footballeur français.
- 18 septembre : Anaclet Kabeya Kalenga, homme politique de la République démocratique du Congo.
- 19 septembre : Serge Beynaud, chanteur ivoirien.
- 21 septembre : Amir Tataloo, chanteur, compositeur et poète iranien.
- 22 septembre : Tom Felton, acteur, chanteur, compositeur interprète britannique.
- 24 septembre : Milojko Spajić, Homme politique monténégrin.
- 26 septembre : Kim Yo-jong,femme politique nord-coréenne.
- 28 septembre : Hilary Duff, actrice, chanteuse américaine.
- 29 septembre : Darington Hobson, basketteur américain.
- 30 septembre : Nizar Issaoui, joueur tunisien de football († 13 avril 2023).

## Décès
- 3 septembre
  - Morton Feldman, compositeur américain (° 12 janvier 1926).
  - Viktor Nekrassov, écrivain soviétique (° 17 juin 1911).
- 4 septembre : Pierre de Fenoÿl, photographe français (° 14 juillet 1945).
- 11 septembre :
  - Lorne Greene, acteur et producteur canadien (° 12 février 1915).
  - Peter Tosh, chanteur de reggae jamaïcain (° 1944).
- 16 septembre : Christopher Soames, homme politique britannique (° 12 octobre 1920).
- 18 septembre : Américo Tomás, Homme d'État portugais  (° 19 novembre 1894).
- 21 septembre : Jaco Pastorius, bassiste de jazz américain (° 1er décembre 1951).
- 22 septembre : Alfred Georges Regner, peintre graveur français (° 1902).
- 23 septembre : 
  - Bob Fosse, chorégraphe et réalisateur américain (° 23 juin 1927).
  - Guillaume Gillet, architecte français (° 20 novembre 1912).
- 25 mai : Mary Astor, actrice américaine (° 3 mai 1906).
- 30 septembre : Alfred Bester, auteur de science-fiction américain (° 1913).